# Мистериане
«Мистериане» (яп. 地球防衛軍 Тикю: бо:эи гун, дословно рус. Армия обороны Земли) — фантастический японский фильм токусацу режиссёра Исиро Хонды, выпущенный кинокомпанией Toho в 1957 году. В США фильм вышел в прокат в 1959 году.
В результате успеха фильма в 1959 году Исиро Хонда снял продолжение — «Битва в открытом космосе». Обе части составляют вместе с фильмом «Горас» кинотрилогию в жанре «космической оперы».

## Сюжет
В окрестностях деревни, расположенной у подножия Фудзиямы, случается сильное землетрясение, и из скрытой пещеры наружу выходит гигантский робот Могера, который начинает уничтожать близлежащие поселения лазерными пушками. Боевую машину удаётся остановить только большим количеством взрывчатки. Позже во всей округе наблюдаются несколько НЛО, у подножия Фудзиямы появляется странный объект — база, быстро возведённая инопланетянами. Пришельцы приглашают к себе нескольких учёных и политиков, которым рассказывают о себе. После того, как их планета Мистероид, расположенная в поясе астероидов, была уничтожена ядерной войной, часть Мистерианов успела спастись и обосноваться на Марсе. Однако теперь их народ очень немногочислен, и для обеспечения продолжения существования их вида инопланетяне просят выделить им небольшой район на Земле и отдать им нескольких женщин для продолжения их рода. Земляне отвечают отказом, поскольку робот Могера принадлежал Мистерианам, и с этого дня начинается глобальная война между человечеством и пришельцами.

## Команда

### В ролях
- Кэндзи Сахара[англ.] — Дзёдзи Ацуми
- Юми Сиракава[англ.] — Эцуко Сираиси
- Момоко Коти — Хироко Ивамото
- Акихико Хирата (Акихико Онода) — астрофизик Рёити Сираиси
- Такаси Симура — доктор астрофизики Кэндзиро Адати
- Сусуму Фудзита[англ.] — командующий армией обороны Морита
- Хисая Ито — капитан армии обороны Сэки
- Ёсио Косуги — командующий авиацией Сугимото
- Фуюки Мураками (Сайсю Мураками) — доктор наук Нобуо Каванами
- Ёсио Цутия — лидер Мистериан
- Миносукэ Ямада — начальник управления национальной обороны Хамамото
- Тэцу Накамура — доктор наук Цутому Кода
- Хэйхатиро Окава — начальник отдела по внешним связям командования обороны
- Такэо Оикава — телекомментатор Сабуро Нодзава
- Харуя Като — Сэндзо
- Сэнкити Омура — Кэнкити
- Ютака Сада — инспектор Миямото
- Хидэо Саэки — командир Эмото
- Рикиэ Сандзё — мать Рёити и Эцуко Сираиси
- Содзи Убуката — доктор наук Масао Нода
- Мицуо Цуда — депутат
- Рэн Имаидзуми — инженер НИИ «Адати» Хаями
- Син Отомо — полицейский Кавада
- Такудзо Кумагай — полковник Ито
- Акио Кусама — начальник полицейского участка Тогава
- Сёити Хиросэ — полицейский в штатском
- Тадао Накамару — лейтенант Ямамото
- Камаюки Цубоно — полицейский отвечающий на телефонные звонки
- Ринсаку Огата — полицейский Тамия
- Ясухиро Сигэнобу — Дзиро
- Джордж Фернесс (George Furness) — доктор наук Ричардсон
- Харольд Конуэй (Harold S. Conway) — доктор наук Иммельман
- Харуо Накадзима — Могэра / руководитель Мистериан / руководитель армии обороны / персонал Сил Самообороны выскакивающий из танка
- Кацуми Тэдзука — Могэра / житель деревни

### Съёмочная группа
- Режиссёр: Исиро Хонда
- Продюсер: Томоюки Танака
- Автор оригинала: Дзёдзиро Оками
- Авторы сценария: Сигэру Каяма (Кодзи Ямада), Такэси Кимура (Каору Мабути)
- Оператор: Хадзимэ Коидзуми
- Художник-дизайнер: Тэруаки Абэ
- Звукооператор: Масанобу Миядзаки
- Осветитель: Куитиро Кисида
- Композитор: Акира Ифукубэ
- Помощник режиссёра: Кодзи Кадзита
- Звуковые эффекты: Итиро Минава
- Монтаж: Коити Ивасита
- Постпроизводство: Toyo Genzosho (IMAGICA)
- Менеджер по производству: Ясуаки Сакамото

#### Спецэффекты
- Режиссёр: Эйдзи Цубурая
- Операторы: Сюдзабуро Араки, Садамаса Арикава
- Художник-дизайнер: Акира Ватанабэ
- Осветитель: Масао Сирота
- Композитинг: Хироси Мукояма

## Производство
Первоначально в фильме не должно было быть никаких чудовищ, но у продюсера Томоюки Танака возникла идея использовать в фильме кайдзю. Как вариант он рассматривал ящероподобное существо, но в итоге его заменили на огромного робота для большей наглядности технического превосходства Мистерианов. На основе же отвергнутого дизайна чудовищного ящера позже был создан Барагон для фильма «Франкенштейн против Барагона».
Робот Могера позже вновь появился в фильме «Годзилла против Космического Годзиллы», но там он уже является творением людей, а не инопланетной расы.